# Tarnowskie Góry
Tarnowskie Góry là một thị trấn thuộc huyện Tarnogórski, tỉnh Śląskie ở nam Ba Lan. Thị trấn có diện tích 84 km². Đến ngày 1 tháng 1 năm 2011, dân số của thị trấn là 60818 người và mật độ 726 người/km².